# Ewiger Regen

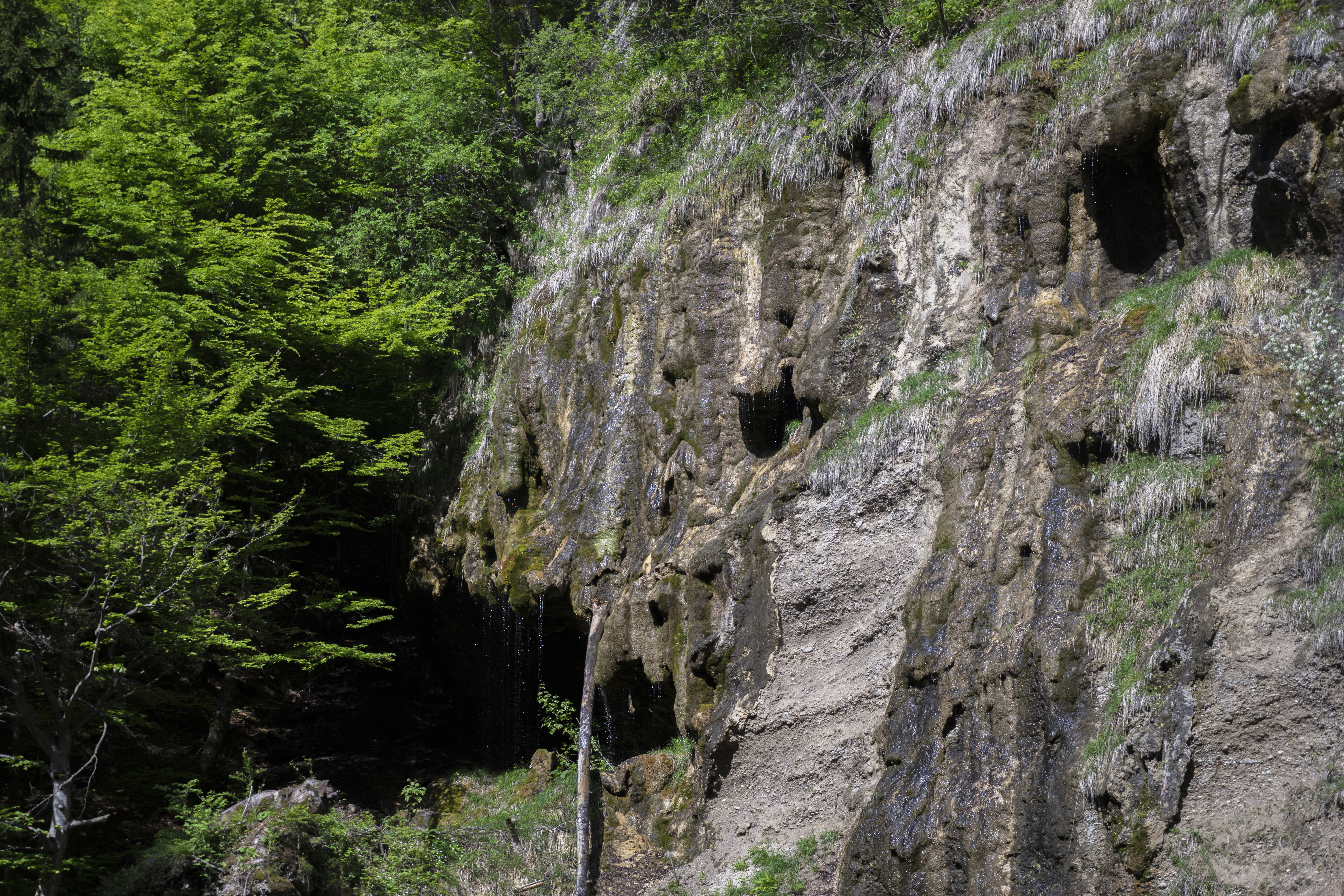
Gesamtansicht der Kalkwand

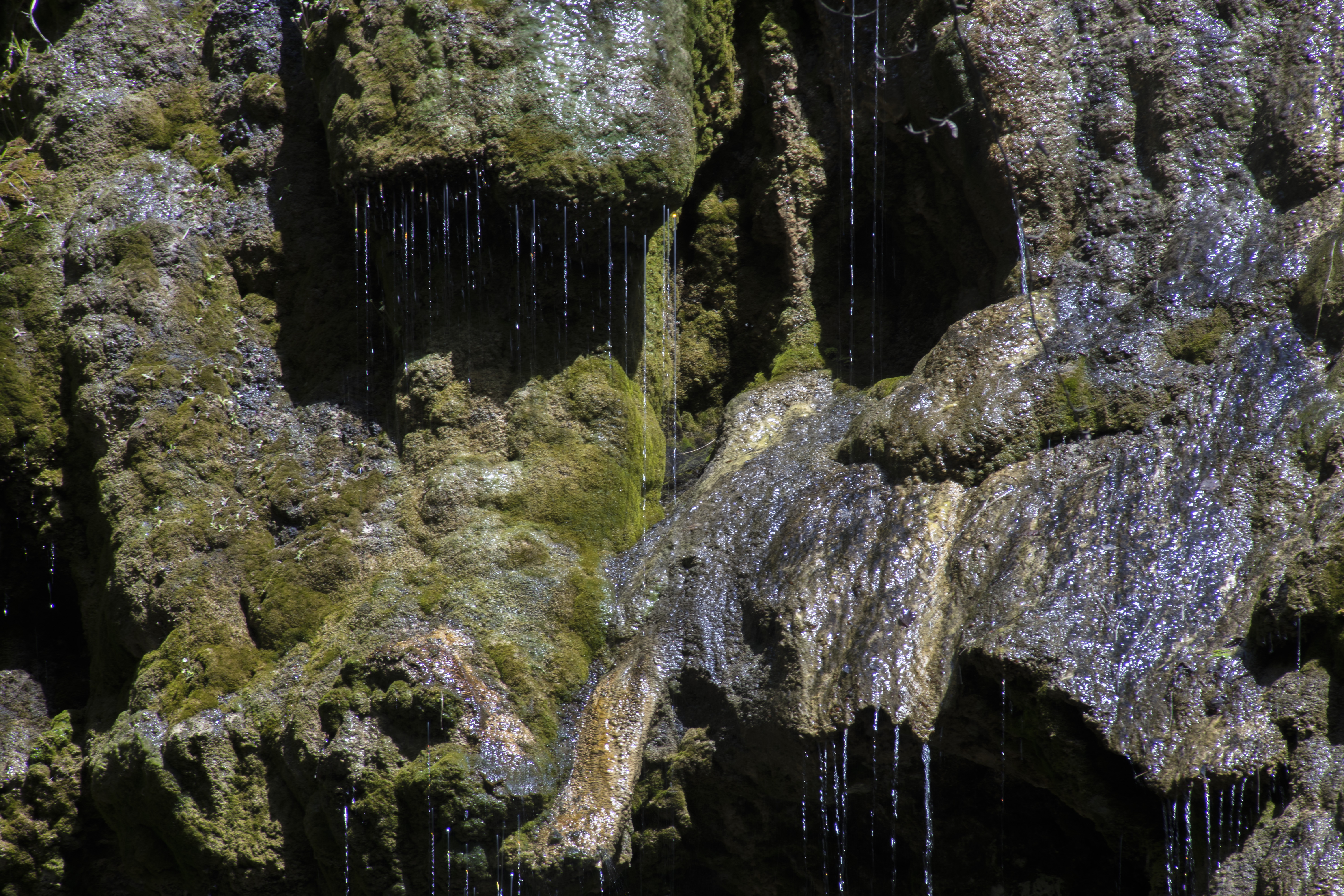
Detailansicht

Der Ewige Regen sind mehrere Sickerquellen bei Maria Rain in Kärnten (Österreich). Das Geotop Altmoräne Ewiger Regen wurde vom Land Kärnten als Naturdenkmal ausgewiesen.
Hierbei handelt es sich um durch den Austritt von Sickerquellen entstandene Rieselflur sowie Kalktuffbildungen am Südabhang des Sattnitz-Rückens, die in der Zweiten Eiszeit als Mittelmoräne entstanden sind.
Der Ewige Regen befindet sich wenige Meter neben der zum Ferlacher Stausee aufgestauten Drau. Die Ortschaft Maria Rain wird mit dem Trinkwasser dieser Quellen versorgt.